# 杨君
杨君（1981年6月10日—），出生于天津，足球运动员。司职守门员，他曾經是中国国家足球队的成员。

## 俱乐部生涯
1999年底，青岛海牛从火车头足球俱乐部打包购买了杨君、曲波等多名球员。
2002年，杨君虽然是一队替补门将，中国足协杯第一轮比赛中，当时只有21岁的杨君被派上了场，结果那场比赛杨君表现非常出色，从此，他取代了朱慧谦的主力门将位置，帮助青岛队最终获得足协杯冠军。
2005年杨君租借至长春亚泰， 2006年又曾租借效力北京国安， 2007年再转会至家乡球队天津泰达。 
2009年杨君因参与球队罢训，赛季结束之后被天津泰达挂牌不获留用。
2010年末，杨君赋闲了一个赛季後以自由轉會形式加盟2011年賽季升班馬廣州恆大而復出。
杨君在2011赛季初担任李帅的替补门将，2011年5月12日，杨君在2011年中国足协杯第二轮广州恒大和陕西人和的比赛最后时刻替补出场，首次代表广州恒大亮相。但最终广州恒大在点球决战中11比12不敌对手被淘汰出局。 5月29日，李帅在与长春亚泰的比赛中肩关节严重受伤，杨君替补出场，表现出色，自此成为广州恒大的主力门将，并在2011和2012赛季帮助球队连续两年夺得中超联赛冠军。
2013年，新加盟的曾诚成为广州恒大的主力门将，而李帅则依然占据第二门将的位置。杨君在该赛季未能在正式比赛中出场。
2014年2月，杨君转会加盟中国足球甲级联赛球队沈阳中泽。

## 国家队生涯
杨君曾经是中国国青队、中国国奥队的成员。2002年的土伦杯上，杨君成为中国国奥队的主力，表现神勇，扑出了多个必进之球，
他第一次代表中国国家队出场是在2002年12月7日巴林四国邀请赛中国3比1击败叙利亚队的比赛。